# Fernand Goux
Pour les articles homonymes, voir Goux.
Fernand Goux, né le 31 décembre 1899 à Sceaux (Sceaux-du-Gâtinais, au début du XXIe siècle) dans le Loiret, en France, et décédé le 9 novembre 2008 à Milly-la-Forêt, était l'un des derniers citoyens français vivants à avoir combattu lors de la Première Guerre mondiale.

## Biographie
Il a commencé son service militaire le 19 avril 1918. Il a été déployé derrière les lignes de front avec le 85e régiment d'infanterie, pour fournir les troupes et enterrer les morts. Le 3 novembre 1918, il est envoyé au front avec le 82e régiment d'infanterie quelques jours avant l'armistice. 
Affecté au 82e RI, le 3 novembre, il est envoyé au front, où il ne reste que quelques jours en raison de l'armistice du 11 novembre 1918.
Toutefois, ayant combattu moins de trois mois, le gouvernement français ne le reconnaît pas comme un Poilu. Le dernier ancien combattant officiel reste donc Lazare Ponticelli, qui fut enterré avec les honneurs le 17 mars 2008, après une cérémonie aux Invalides.
Après la guerre, Fernand Goux a travaillé comme agriculteur puis a vécu en Île-de-France.